# ALWAYS 続・三丁目の夕日
『ALWAYS 続・三丁目の夕日』（オールウェイズ ぞく・さんちょうめのゆうひ）は、漫画『三丁目の夕日』を題材にした、2007年11月3日公開の日本映画。主演は吉岡秀隆。配給は東宝。

## 概要
2005年11月5日に公開された『ALWAYS 三丁目の夕日』の続編。2006年11月に監督の山崎貴、エグゼクティブプロデューサーの阿部秀司、奥田誠治の3氏が続編の製作を発表。
前作では建設中の東京タワーや上野駅、蒸気機関車C62、東京都電など当時の東京の街並みをミニチュアとCG（いわゆるVFX）で再現し話題を呼んだが、今作でも完成後の東京タワー、東京駅、羽田空港、日本橋、当時国鉄が運転を開始したばかりの、20（→151）系新型特急電車こだまなどが再現される。また映画序盤には、1954年に公開された『ゴジラ』のゴジラがフルCGで登場している。また、当時活況を呈していた映画館や、庶民の社交場であった銭湯なども再現される。また、当時ヒーローだった日活の映画スターである石原裕次郎も登場する。
前作の終了時点から4ヵ月後の、昭和34年（1959年）春の夕日町三丁目に住む人々の姿を描く。出演者は前作から引き続き出演し、2007年1月にクランクイン。
今作では、竜之介やヒロミ、淳之介のその後の展開がメインとなる。また、鈴木家の親戚の娘の鈴木美加や、六子の幼馴染の中山武雄という人物が登場する。
その後、今作の続編として『ALWAYS 三丁目の夕日'64』の制作が発表され、2012年1月21日に公開された。
2008年11月21日に、日本テレビの『金曜ロードショー』でテレビ初放送（45分拡大）され、視聴率は18.5%を記録した。続編の、『ALWAYS 三丁目の夕日'64』全国ロードショー初日前日である2012年1月20日に同枠で2回目の放送（30分拡大）を行い、視聴率は17.0%を記録した。2012年2月11日には、日テレプラスで専門チャンネル初放送（完全ノーカット版としては初放送）した。
本作のキャッチコピーは『昭和34年、日本の空は広かった。』であり、本ポスタービジュアルにある『会いたい人がいる。待っている人がいる。』は、本作の主題歌であるBUMP OF CHICKENの「花の名」の歌詞を引用したものである。

## 受賞記録
- 第31回日本アカデミー賞[4][5]
  - 優秀作品賞：「ALWAYS 続・三丁目の夕日」
  - 優秀監督賞：山崎貴
  - 優秀脚本賞：山崎貴・古沢良太
  - 最優秀主演男優賞：吉岡秀隆
  - 優秀助演男優賞：堤真一
  - 優秀助演女優賞：薬師丸ひろ子
  - 優秀助演女優賞：堀北真希
  - 優秀音楽賞：佐藤直紀
  - 優秀撮影賞：柴崎幸三
  - 優秀照明賞：水野研一
  - 優秀美術賞：上條安里
  - 最優秀音楽賞：鶴巻仁
  - 優秀編集賞：宮島竜治
- 第17回日本映画批評家大賞 審査員特別演技賞（須賀健太・小清水一揮・小池彩夢）[6]

## ストーリー
昭和34年（1959年）。
完成した東京タワーのお膝元、夕日町三丁目。自動車修理工場を営む鈴木家に親戚の女の子・美加が預けられることになった。父親が事業に失敗し、出稼ぎに行くのだ。しかし、お嬢様育ちの美加はなかなか鈴木一家や夕日町の人々になじめないでいた。
一方駄菓子屋の茶川は、黙って去って行ったヒロミを想い続けながら淳之介と暮らしていた。そんなある日、淳之介の実父とみられる川渕が再び息子を連れ戻しにやって来た。
そこで茶川は、人並みの暮らしをさせられる証しを必ず見せるからと頼み込み、改めて淳之介を預かった。
大きな事を言ったはいいが、どうやって安定した生活を見せられるのか。やけ酒に酔いつぶれる茶川ではあったが、翌朝、一度はあきらめていた“芥川賞受賞”の夢に向かって、黙々と執筆を始める茶川の姿があった。
それを見た鈴木オートやまわりの皆は、心から応援し始めるのだった。
茶川が芥川賞へ向けて全力で書き上げた内容とは、それはなんとも川のせせらぎのように純粋な物語であった。鈴木オートや商店街の人たちは、殆どの人が茶川の書き上げた本を買い何度も読み、泣く人、感動する人、あのころを思い出す人など、人それぞれが違った観点をもち茶川を支えていくのである。はたして黙って去っていったヒロミとの運命はいかに。

## キャスト
- 茶川竜之介：吉岡秀隆
- 石崎ヒロミ：小雪
- 古行淳之介：須賀健太
- 鈴木則文：堤真一
- 鈴木トモエ：薬師丸ひろ子
- 鈴木一平：小清水一揮
- 星野六子：堀北真希
- 大田キン：もたいまさこ
- 鈴木大作：平田満
- 鈴木美加：小池彩夢
- 中山武雄：浅利陽介
- 宅間史郎：三浦友和（特別出演）
- 丸山精肉店：マギー
- 吉田自転車：温水洋一
- 王手興産社長・川渕康成：小日向文世
- 社長秘書・佐竹幸弘：小木茂光
- 郵便配達員：神戸浩
- 中島巡査：飯田基祐
- アイスキャンディー屋（水野）：ピエール瀧
- 山村先生：吹石一恵
- 牛島：福士誠治
- 山本信夫：上川隆也
- 大橋：渡辺いっけい
- 新聞記者：東貴博
- 新聞記者：羽鳥慎一（当時：日本テレビアナウンサー）
- 書店員：深井ゆきえ（当時：ミヤギテレビアナウンサー）
- 踊り子・梅子：手塚理美
- 踊り子・メリー：貫地谷しほり
- 踊り子・チエミ：藤本静
- 松下忠信：浅野和之

## スタッフ
- 監督・脚本・VFX：山崎貴
- 原作：西岸良平
- 脚本：古沢良太
- 音楽：佐藤直紀
- エグゼクティブプロデューサー：阿部秀司、奥田誠治
- 製作：三浦姫、亀井修、島谷能成、平井文宏、島本雄二、西垣慎一郎、大月昇、島村達雄、高野力
- プロデューサー：安藤親広（ROBOT）、山際新平、高橋望、倉田貴也
- Co.プロデューサー：守屋圭一郎、植田文郎、久保雅一
- アソシエイトプロデューサー：小出真佐樹、紙蔵克、沢辺伸政
- 撮影：柴崎幸三
- 照明：水野研一
- 録音：鶴巻仁
- 美術：上條安里
- 装飾：龍田哲児
- VFXディレクター：渋谷紀世子
- 編集：宮島竜治
- 音響効果：柴崎憲治
- 助監督：川村直紀
- 制作担当：金子堅太郎、阿部豪
- キャスティング：小畑智子
- 企画・制作プロダクション：ROBOT
- 製作：『ALWAYS 続・三丁目の夕日』製作委員会：（日本テレビ放送網、ROBOT、小学館、東宝、バップ、電通、讀賣テレビ放送、白組、イマジカホールディングス、札幌テレビ放送、宮城テレビ放送、静岡第一テレビ、中京テレビ放送、広島テレビ放送、福岡放送）

## 主題歌
- BUMP OF CHICKEN「花の名」

## 協賛
- ハウス食品 - 前作・本作とも特別な食事として、ライスカレーを食べるシーンがある
- セブンイレブン - 一時期、協賛商品として日清食品がカップ麺を製造、店によっては昭和30年代の商品を扱う特別コーナーがあった
- 花王・メリット

## ソフト化
発売元は小学館、販売元はバップ。
- -ALWAYS 続・三丁目の夕日- 続・夕日町のひみつ（DVD1枚組、2007年12月24日発売）
  - 映画公開に先駆けて発売されたナビゲートDVD。
  - 封入特典
    - メンコセット（5枚組）
- ALWAYS 続・三丁目の夕日 DVD通常版（1枚組、2008年5月21日発売）
  - 映像特典
    - 特報・劇場予告編・TVスポット集
    - キャスト・スタッフプロフィール

  - 音声特典
    - オーディオコメンタリー（監督：山崎貴インタビューバージョン）
- ALWAYS 続・三丁目の夕日 DVD豪華版（2枚組、2008年5月21日発売・初回限定生産）
  - ディスク1：本編DVD（通常版と同様）
  - ディスク2：特典DVD
    - 『ALWAYS 続・三丁目の夕日』の舞台裏
    - 未公開映像
    - NGシーン
    - 「三丁目の風景〜VFXで描かれた昭和〜」
    - 「続・VFXの秘密」
    - 続・BEFORE AFTER
    - ジオラマで楽しむ三丁目の町並み
    - 「花の名」〜三丁目に咲く花達〜
    - 三丁目を支えた名脇役

  - 封入特典
    - ブックレット「記録 ALWAYS 続・三丁目の夕日〜もういちど"昭和"の町角へ〜」（128P）
    - 「ALWAYS 続・三丁目の夕日」続・昭和玉手箱
      - 特製24色トンボ色鉛筆&ぬり絵セット
      - 卓上再現!「鈴木オート」フォトモ（写真を使用した立体ペーパークラフト）
      - ポスター原画レプリカ

  - 特製アウターケース付きデジパック仕様
- ALWAYS 三丁目の夕日 / ALWAYS 続・三丁目の夕日 二作品収納版（DVD2枚組、2008年5月21日発売・初回限定生産）
  - ディスク1：「ALWAYS 三丁目の夕日」本編DVD（通常版と同様）
  - ディスク2：「ALWAYS 続・三丁目の夕日」本編DVD（通常版と同様）
  - 特製アウターケース付き
- ALWAYS 続・三丁目の夕日 ブルーレイ（1枚組、2011年12月21日発売）
  - 映像特典
    - 特報・劇場予告編・TVスポット集
    - キャスト・スタッフプロフィール
    - 「ALWAYS 三丁目の夕日'64」特報・劇場予告編

  - 音声特典
    - オーディオコメンタリー（監督：山崎貴インタビューバージョン）